# Syzygiella undata
Syzygiella undata là một loài rêu tản trong họ Jungermanniaceae. Loài này được (Mont.) Feldberg, Váňa, Hentschel & J. Heinrichs miêu tả khoa học lần đầu tiên năm.